# انتخابات مجلس خبرگان رهبری (۱۳۷۷)
انتخابات سومین دورهٔ مجلس خبرگان رهبری در ۱ آبان ۱۳۷۷ برگزار شد. در این انتخابات، شورای نگهبان از میان ۳۹۶ نفر ثبت نام‌کننده اولیه، ۱۶۷ نفرتائید صلاحیت شدند. این موضوع سبب شد تا جناح چپ جمهوری اسلامی، سیاست «عدم ارائه لیست» را اتخاذ کند. مجمع روحانیون مبارز با صدور بیانیه‌ای ضمن اعتراض به ردصلاحیت گسترده اعضای خود، بدون آنکه فهرستی برای انتخابات اعلام کند، از توده‌های مردم خواست تا در انتخابات شرکت کرده و به معدود تائیدشدگان این جریان رای دهند.
انتخابات دوره سوم مجلس خبرگان سرانجام در تاریخ ۱۳۷۷/۸/۱ در سراسر کشور، هم‌زمان برگزار شد. در این انتخابات، از مجموع ۳۸٬۵۷۰٬۵۹۷ نفر واجد شرایط، تعداد ۱۷٬۸۶۹٬۸۵۷نفر آرای خود را به صندوق‌ها ریختند این آمار معادل مشارکت، ۴۶/۳ درصد واجدین شرایط بود.
استان کهگیلویه و بویراحمد بیشترین درصد مشارکت و استان تهران کمترین درصد مشارکت را به خود اختصاص دادند. از مجموع ۸۵ نامزد مورد حمایت جامعه روحانیت مبارز، ۶۹ نفر و از فهرست ۵۸ نفره کارگزاران سازندگی، ۳۲ تن به مجلس خبرگان راه یافتند. در فهرست‌های روحانیت مبارز و کارگزاران سازندگی ۲۰ نامزد مشترک وجود داشت که همگی به مجلس راه یافتند. پنج تن از نمایندگان خبرگان سوم بدون حمایت احزاب، پیروز شدند؛ بنابراین بدون احتساب نامزدهای مشترک، جامعه روحانیت مبارز در خبرگان سوم ۴۹ نماینده و کارگزاران سازندگی ۱۲ نماینده دارند و ۲۵ نماینده دیگر نیز نمایندگان مستقل یا مشترکند.

## پی‌نوشت و منبع
1. 1 2  http://basirat.ir/fa/news/285967/جريان-شناسي-ادوار-انتخابات-مجلس-خبرگان

- «روزنامه همشهری، ۴/۸/۷۷». روزنامهٔ همشهری. ۴ آبان ۱۳۷۷.